# Saint-Maur-des-Fossés
Saint-Maur-des-Fossés [sɛ̃ mɔʁ de fose] ist eine französische Stadt im Département Val-de-Marne der Region Île-de-France mit 76.010 Einwohnern (Stand 1. Januar 2022). Die Einwohner werden Saint-Mauriens genannt.

## Geografie

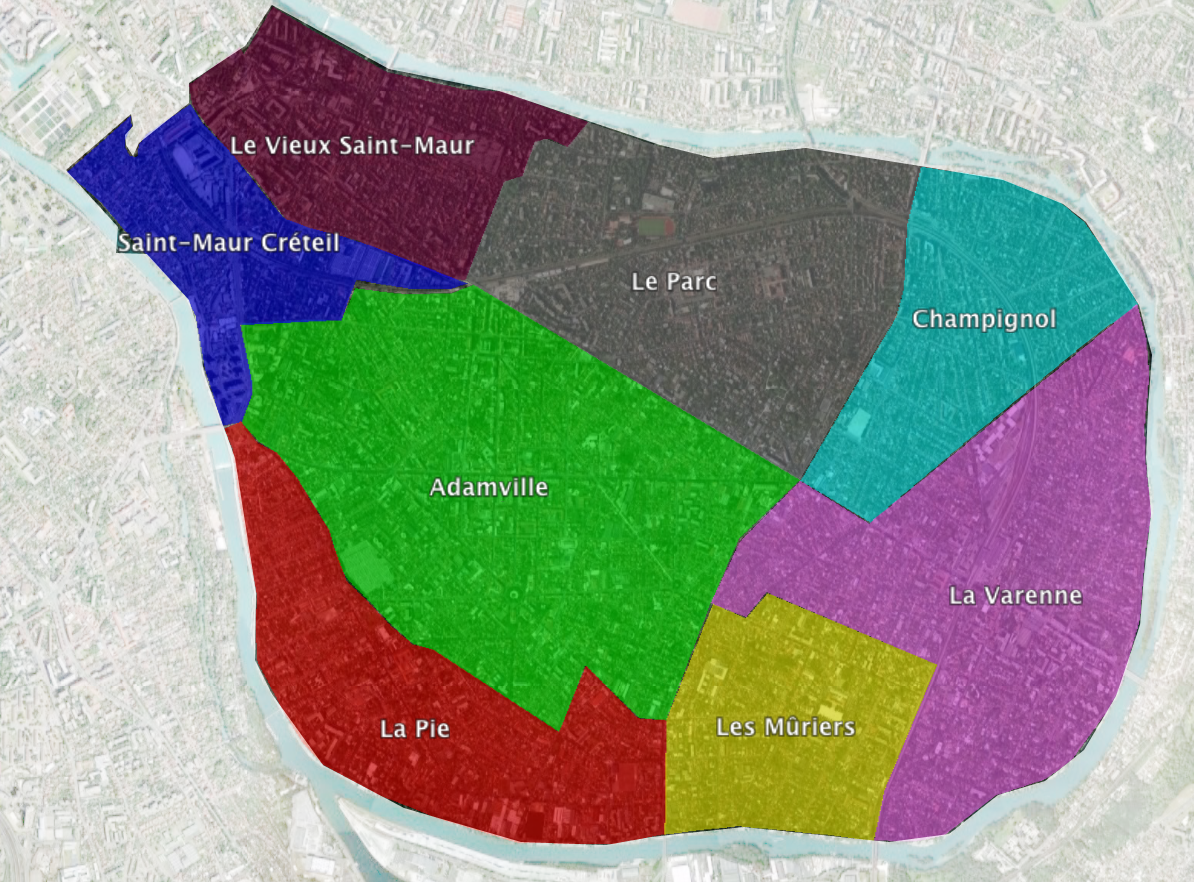
Die acht Stadtquartiere von Saint-Maur

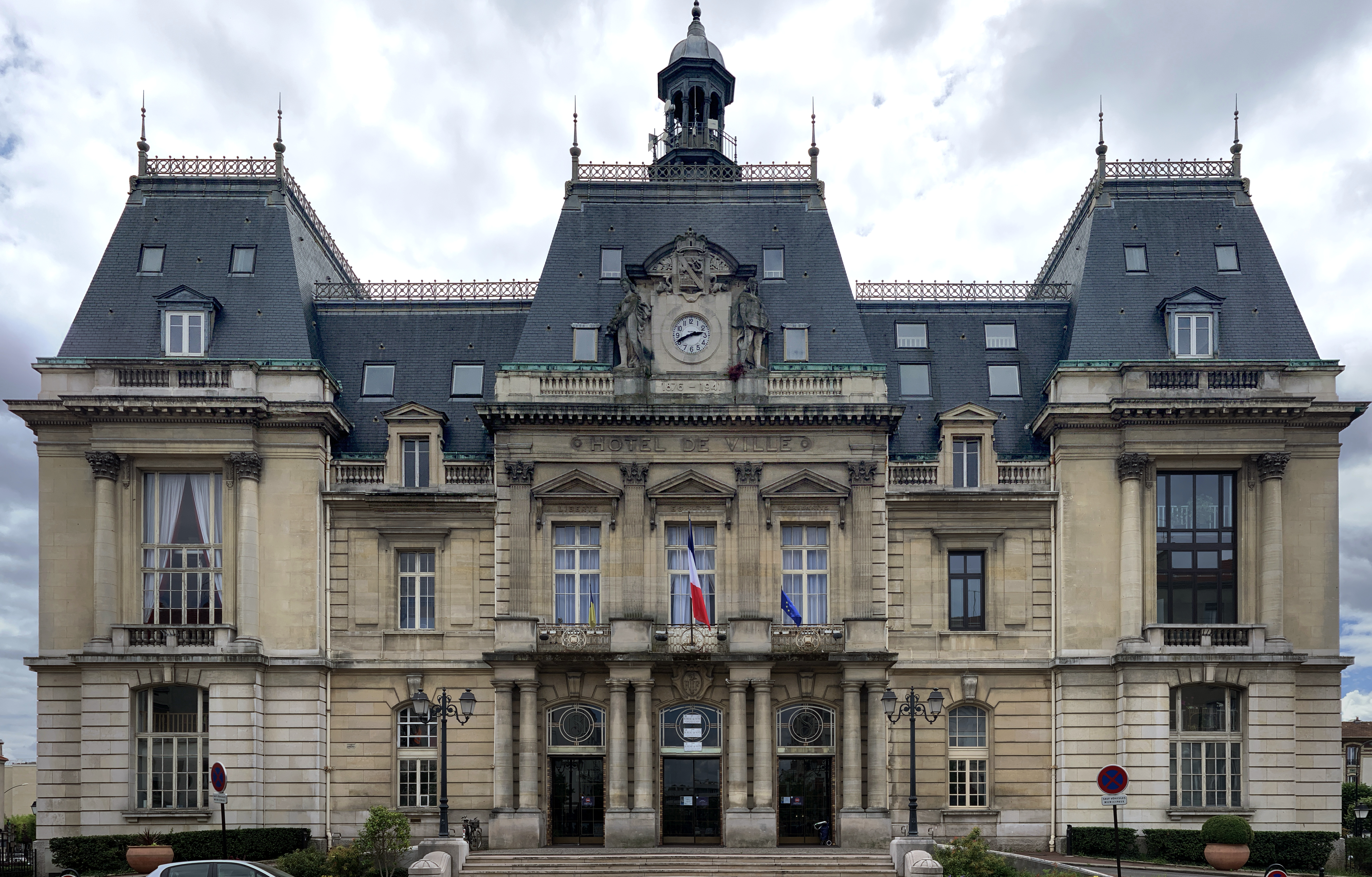
Hôtel de Ville (Rathaus)

Saint-Maur-des-Fossés liegt südöstlich von Paris an der Marne und wird fast vollständig von einer Schleife dieses Flusses eingefasst.
Die Stadt ist in acht Bezirke eingeteilt:
- Le Vieux Saint-Maur
- Saint-Maur – Créteil
- Le Parc Saint-Maur
- Adamville
- Champignol
- La Varenne Saint-Hilaire
- Les Mûriers
- La Pie

## Geschichte

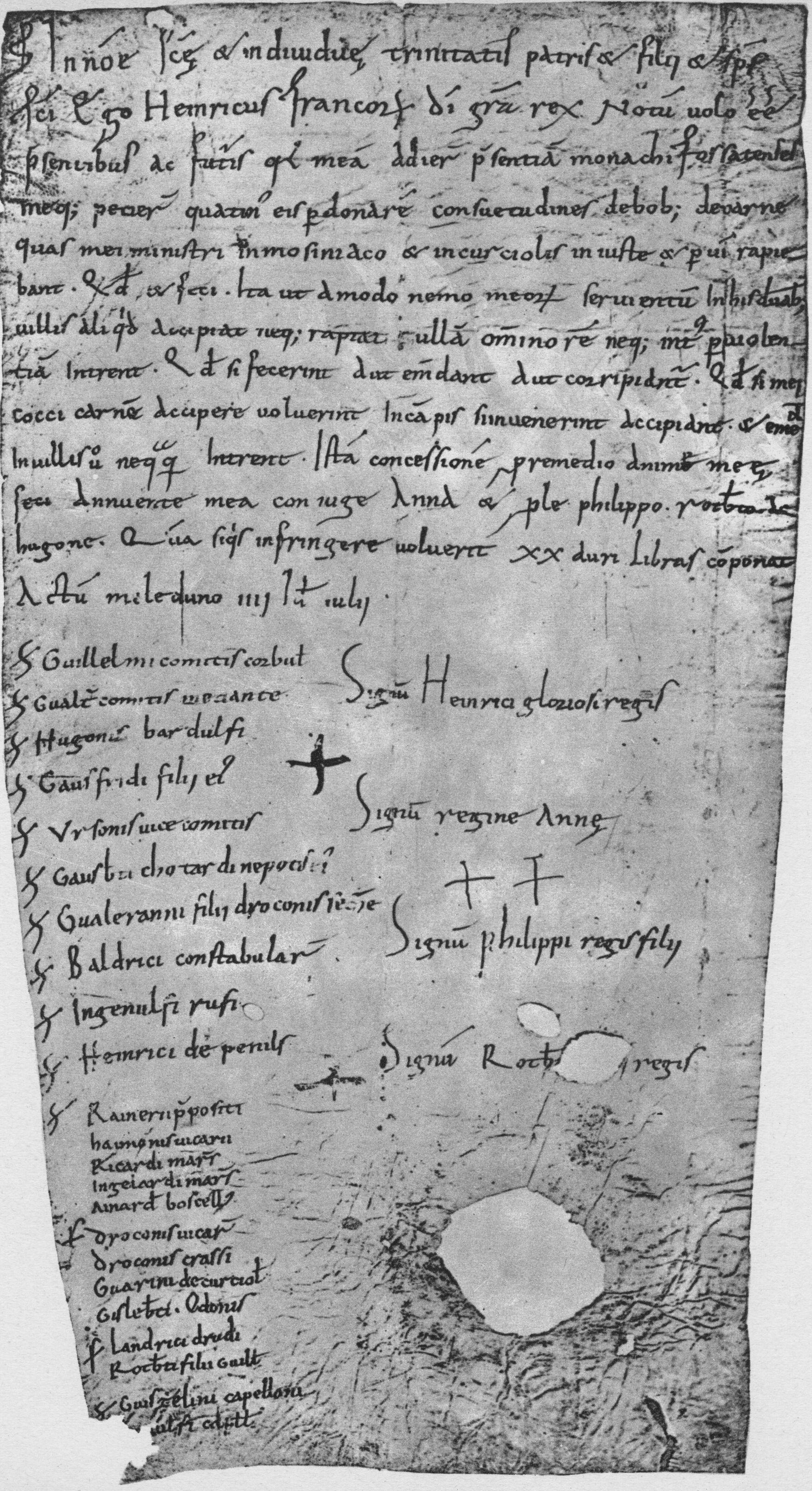
Urkunde König Heinrichs I. vom 12. Juli 1058 (?) für das Kloster Saint-Maur-des-Fossés. Paris, Archives Nationales, Nr. 101

Saint-Maur entstand um ein 639 gegründetes Kloster (Abtei Saint-Maur), das zunächst den Namen Saint-Pierre du Fossé trug. Die erste bisher entdeckte urkundliche Erwähnung findet sich in einer Schenkungsurkunde König Pippins für das nahe Kloster St. Denis. 771 bestätigte König Karl dem Kloster seine Immunität und 816 gewährte Kaiser Ludwig der Fromme dem Kloster Immunität und Königsschutz. 868 erhielt die Abtei Reliquien des Heiligen Maurus. Im Vertrag von Meerssen 870 gehörte Fossé(s)  zu den Klöstern, die dem neuen Reich Karls des Kahlen zugeteilt wurden. Ein angebliches Wunder im 12. Jahrhundert und eine damit aufkommende Wallfahrt veranlasste die Mönche, dem Kloster den Namen zu geben, den die Stadt noch heute trägt.

## Sehenswürdigkeiten

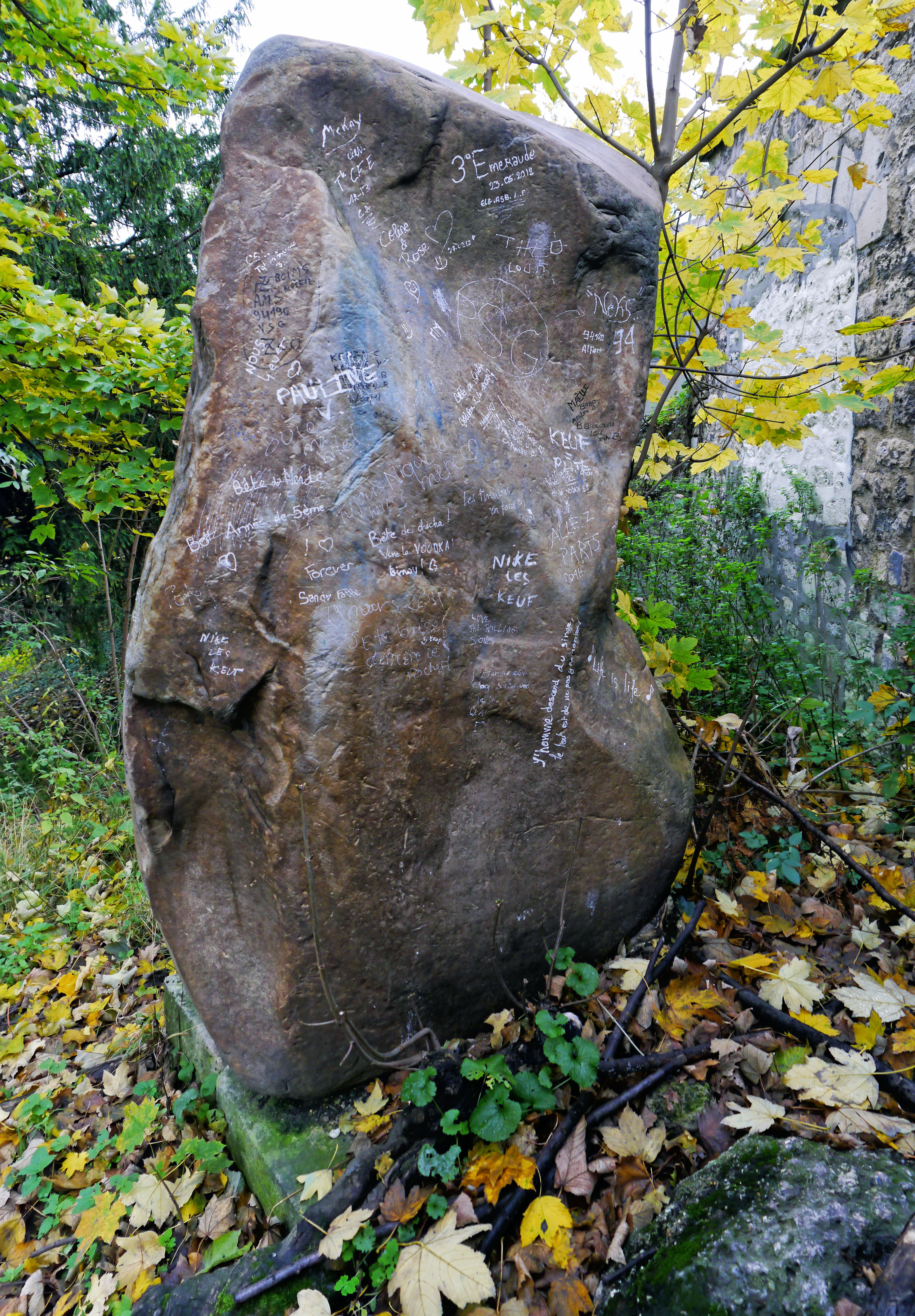
Menhir de l’Abbaye

Siehe: Liste der Monuments historiques in Saint-Maur-des-Fossés
Der „Menhir de l’Abbaye“ ist ein Sandsteinblock, der anscheinend aus nahe gelegenen Aufschlüssen stammt. Er ist 2,3 m hoch, an der Basis 1,3 m breit und durchschnittliche etwa 0,8 m dick. Sein Gewicht wird auf 6,80 t geschätzt.

## Verkehr
Saint-Maur liegt an der Bahnstrecke Paris-Bastille–Marles-en-Brie („Ligne de Vincennes“), die am 22. September 1859 vom Pariser Bahnhof Gare de la Bastille zum Bahnhof La Varenne - Chennevières in Betrieb genommen wurde. 1872 wurde die Strecke zunächst bis Sucy - Bonneuil und später bis Marles-en-Brie verlängert. Den Bahnhof La Varenne - Chennevières erreichte 1877 auch die Ligne de la grande ceinture de Paris, die von 1877 bis 1939 Personenverkehr aufwies.
Aktuell ist die Stadt durch die Linie A des Réseau express régional d’Île-de-France (RER) mit den folgenden Stationen an das Nahverkehrsnetz im Großraum Paris angeschlossen:
- Saint-Maur Créteil
- Parc de Saint-Maur
- Champigny
- La Varenne - Chennevières

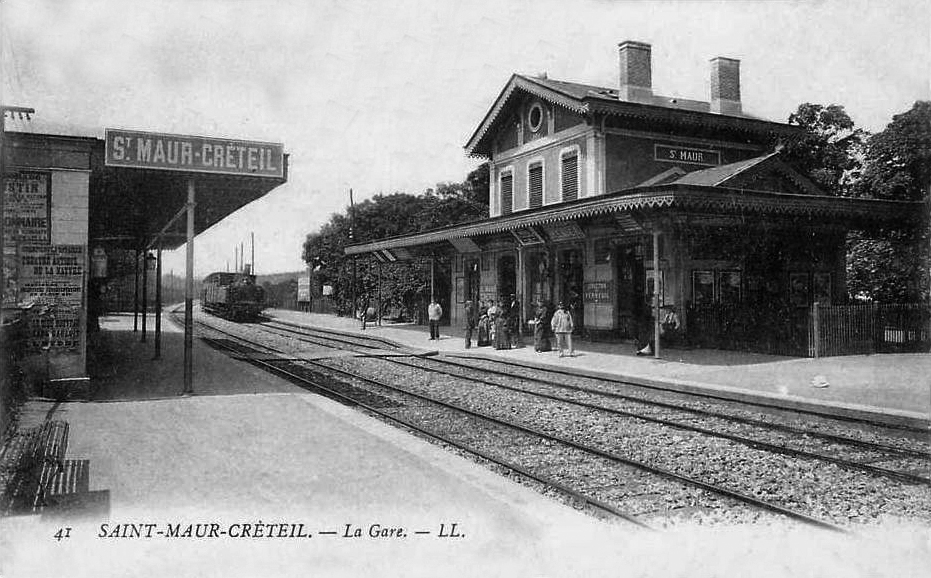
Bahnhof Saint-Maur Créteil (um 1900)
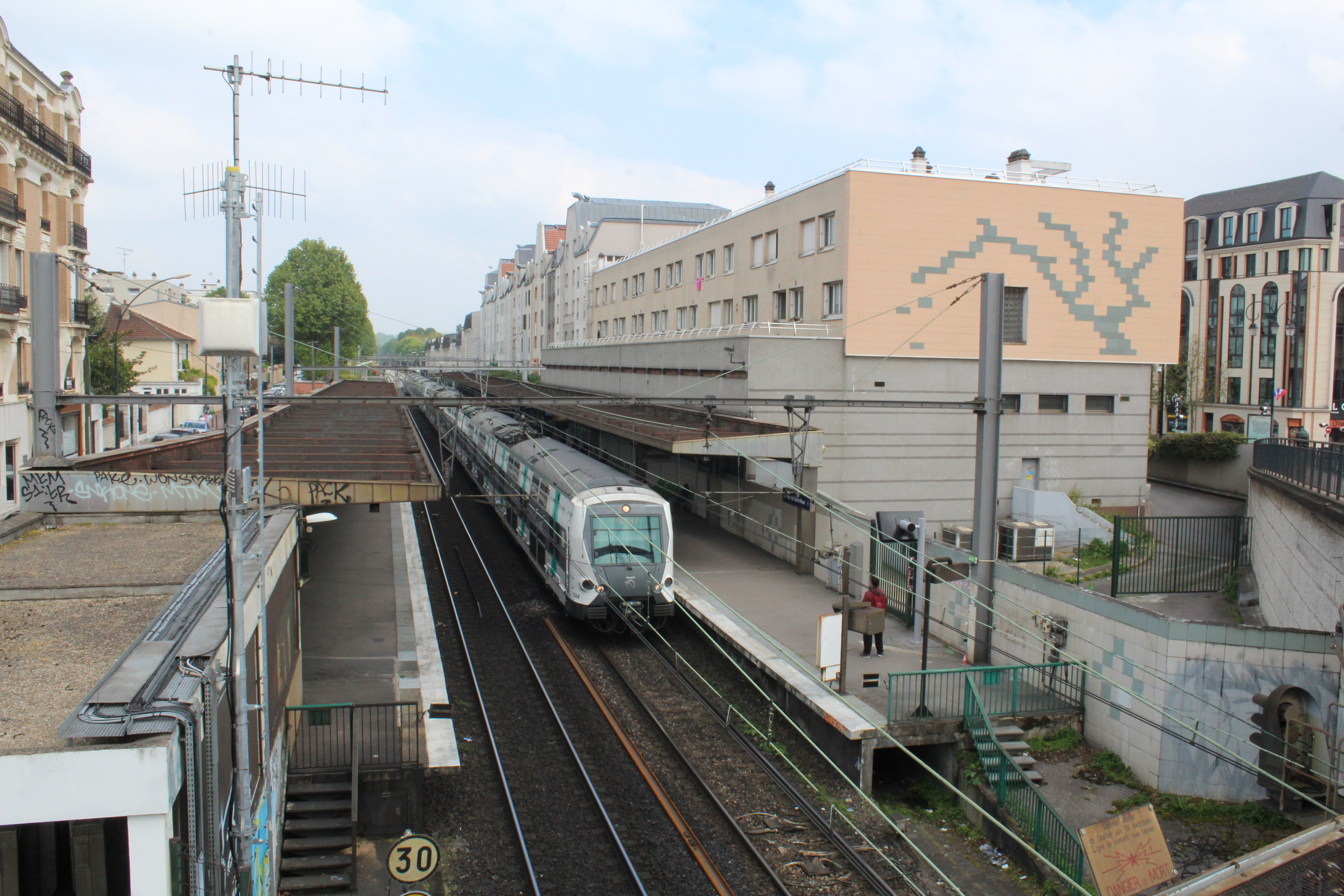
Station Parc de Saint-Maur mit Zug der RER-Linie A
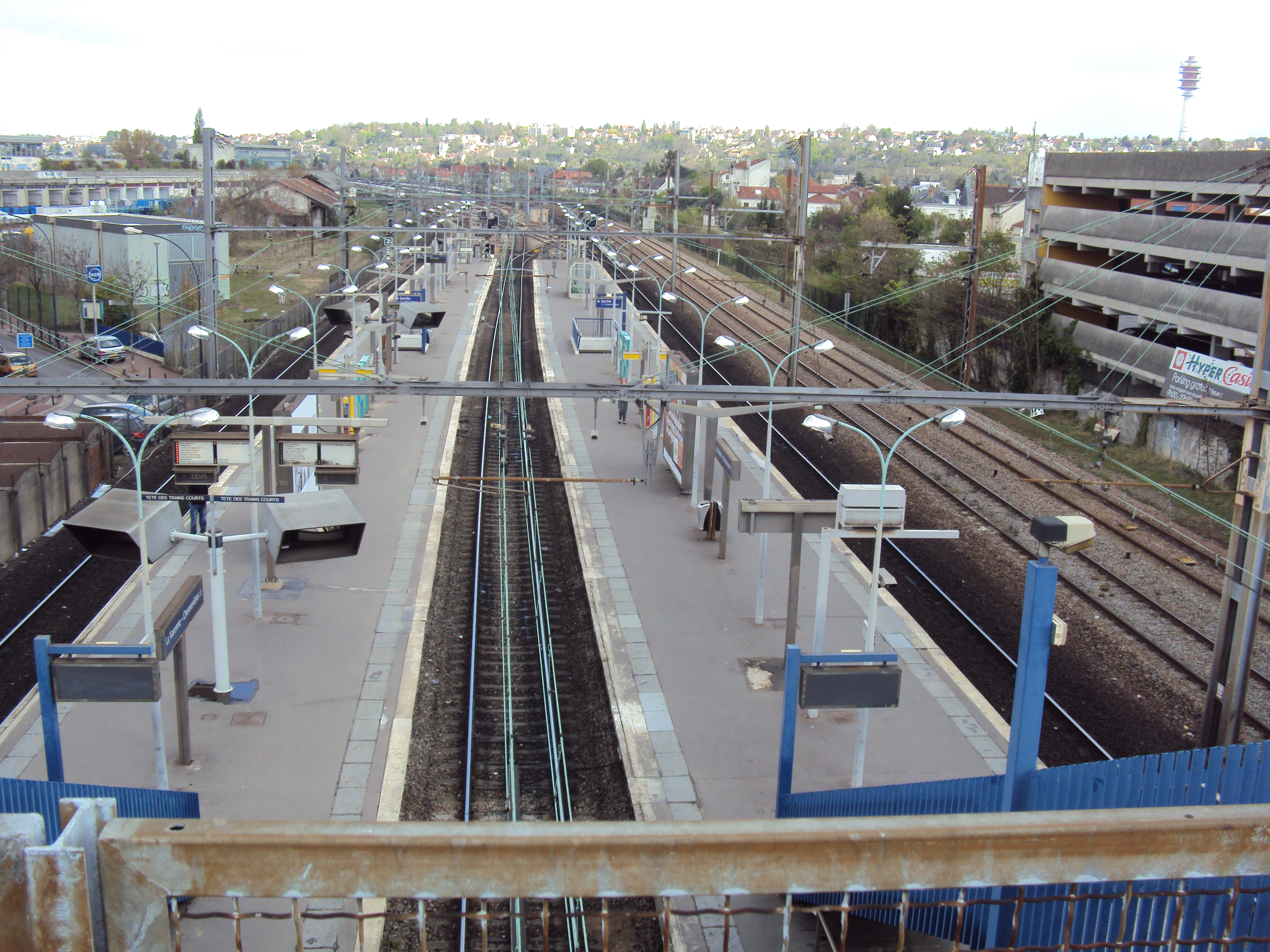
Bahnhof La Varenne - Chennevières

## Wirtschaft

### Ansässige Unternehmen
In Saint-Maur existieren einige kleinere Unternehmen, besonders im Süden der Stadt. Die wichtigsten Unternehmen, die sich in Saint-Maur angesiedelt haben, sind: RATP (Verkehr), Essilor (Augenoptik) und Septodont (Dentale Produktinnovation).

### Finanzielle Situation
Saint-Maur ist eine der höchstverschuldeten Städte in Frankreich. Die Schulden betrugen im Jahr 2010 ca. 248,25 Millionen Euro. Diese bestehen zu 89 % aus strukturierten Anleihen. Aus den aufgenommenen Krediten resultieren hohe Zinsen, die die Stadt aufbringen muss.

## Partnerstädte
Saint-Maur-des-Fossés ist die französische Partnerstadt von:
| - La Louvière in Wallonien (Belgien), seit 1966 - Ziguinchor in Senegal, seit 1966 - Rimini in der Emilia-Romagna (Italien), seit 1967 - Hameln in Niedersachsen, seit 1968 | - Bognor Regis in der Grafschaft Sussex (England), seit 1980 - Leiria im Distrikt Leiria (Portugal), seit 1982 - Pforzheim in Baden-Württemberg, seit 1989 - Ramat haScharon in Israel, seit 2009 |

## Sport
Die wichtigsten Sportvereine in Saint-Maur sind:
- VGA Saint-Maur (Omnisport, sechsfacher französischer Frauenfußball- und einmal französischer Männer-Volleyball-Meister)
- US Lusitanos (Fußball)
- Stella Sports Saint-Maur (Handball)
- Saint-Maur Union Sports (SMUS) (Omnisport)

In Saint-Maur gibt es noch viele weitere Vereine, besonders im Bereich des Kampfsportes. Außerdem gibt es zahlreiche Angebote in den Bereichen Gymnastik, Schwimmen, Pferdesport etc. Darüber hinaus verfügt Saint-Maur über einen Skate-Park.

## Persönlichkeiten
- Maurice Berteaux (1852–1911), Kriegsminister
- Germaine Tailleferre (1892–1983), Komponistin
- Paul Stremler (1894–1938), Autorennfahrer
- Raymond Radiguet (1903–1923), Schriftsteller, Dichter und Journalist
- Pierre Padrault (1904–1971), Autorennfahrer
- Félix Quinault (1906–1989), Autorennfahrer
- Lucien Laurent (1907–2005), Fußballspieler
- Louis Caput (1921–1985), Radrennfahrer und Sportlicher Leiter
- Jean-Louis Capette (1946–2015), französischer Autorennfahrer
- Pierre Flahault (1921–2016), Autorennfahrer
- Eric Bergkraut (* 1957), Filmregisseur
- Manu Katché (* 1958), Musiker (Schlagzeug)
- Fabien Giroix (* 1960), Autorennfahrer
- Jean Reverchon (* 1964), Karambolagespieler und Weltmeister
- Jean-Marc Brucato (* 1968), Fußballspieler
- Emmanuel Bangué (* 1971), Weitspringer
- Vanessa Paradis (* 1972), Schauspielerin und Sängerin
- Malik Zidi (* 1975), Schauspieler
- Thomas Martinot-Lagarde (* 1988), Leichtathlet
- Pascal Martinot-Lagarde (* 1991), Leichtathlet
- Eleonore Barrère (* 1996), Tennisspielerin
- Lou Roy-Lecollinet (* 1996), Schauspielerin